# Campylaspis bicarinata
Campylaspis bicarinata is een zeekommasoort uit de familie van de Nannastacidae. De wetenschappelijke naam van de soort is voor het eerst geldig gepubliceerd in 1974 door Jones.